# Deleso
Deleso (Deleço, Deleco, Oeleso) ist ein osttimoresischer Suco im Verwaltungsamt Railaco (Gemeinde Ermera).

## Geographie
Vor der Gebietsreform 2015 hatte Deleso eine Fläche von 3,33 km². Nun sind es 3,25 km². Der Suco liegt im Osten des Verwaltungsamts Railaco. Nördlich liegt der Suco Taraco, östlich der Suco Samalete, südlich und westlich der Suco Railaco Leten.
In Deleso liegen die beiden Dörfer Boeh-Mata (Behemata) und Lebubo (Lebudo). In Lebubo gibt es eine Grundschule.
Im Suco befinden sich die zwei Aldeias Boeh-Mata und Lebubo.

## Einwohner
Im Suco leben 484 Einwohner (2022), davon sind 251 Männer und 233 Frauen. Im Suco gibt es 71 Haushalte. Fast 60 % der Einwohner geben Mambai als ihre Muttersprache an. Fast 43 % sprechen Tetum Prasa, kleine Minderheiten sprechen Kemak, Tokodede, Lolein, Atauru, Baikeno oder Tetum Terik.

## Politik
Bei den Wahlen von 2004/2005 wurde Mario da Cruz zum Chefe de Suco gewählt. Bei den Wahlen 2009 gewann Carlito de Jesus und 2016 Ananias Martins Huno.